# 両手取引
両手取引（りょうてとりひき）とは、不動産業界用語の一つ。ある一つの不動産仲介会社が、売買取引において買主・売主の双方と取引の仲介契約（媒介契約）を結ぶこと。日本では一般的な取引形態だが、米国などでは両手取引（dual agency）は潜在的利益相反取引にあたるとされ、法律で厳しく規制されている。日本においては不動産取引の媒介契約は民法上の代理には当たらないと解釈されるため、同法108条によって禁止される双方代理に相当せず広く行なわれている。
現在の日本の宅地建物取引業法では、仲介会社が両手取引を行うと売主・買主それぞれから仲介手数料を受け取れるため、1つの取引における仲介手数料額が最大で2倍となる。そのため積極的に両手取引を狙う仲介会社が多いが、後述のメリット並びに弊害が存在する。

## 両手取引のメリット
売主・買主双方に対して同一の会社が取引を仲介するため、スムーズな取引となる場合が多い。また、売却物件に通じた仲介会社が買主に対しての対応を行うため、買主としてはより詳しい物件情報の入手が可能となる。

## 両手取引の弊害
両手ポジションにある仲介会社は、自社で見つけた買い手との取引が成立すると最大で2倍の収益機会となるため、売主に対して値下げ提案をしてでもマッチングさせるインセンティブが存在する。結果として両手取引は売主にとって不利な取引となる場合が多いといわれている。また、両手取引を狙う仲介会社は物件情報の開示に対して消極的になる場合が多く、両手取引を認めていることが健全な不動産流通市場の形成を阻害しているとの意見がある。